# 川越カントリークラブ
川越カントリークラブ（かわごえカントリークラブ）は、埼玉県東松山市にあるゴルフ場で、緑豊かな武蔵丘陵森林公園に隣接する比企丘陵のコースである。周辺で知名度の高い川越市の近郊にあることが名前の由来である。

## 所在地
- 埼玉県東松山市大字大谷4189

## コース情報
- 開場日
  - 1963年9月15日
- 設計者
  - 中村寅吉・発知朗、総武都市開発(株)
- 面積
  - 1,090,000 m2
- コース
  - 9,802Y 27ホールズ パー108
- 休場日 : 毎週月曜日、12月31日 - 1月2日

## 開催トーナメント
- 日本プロゴルフ選手権（1965年。埼玉県で日本プロゴルフ選手権が開催されたのはこの一度だけである。2013年現在）

## その他
- 樋口久子（埼玉県川越市出身）は当ゴルフ場のスタッフとして勤務し、プロ選手としての下積みを重ねた。

## アクセス
鉄道
東松山駅（東武東上本線）東口からクラブバス20分
道路
関越道 東松山ICから森林公園方面約11 km（15分）